# Hriniv, Ostroh
Hriniv (în ucraineană Хрінів) este un sat în comuna Tesiv din raionul Ostroh, regiunea Rivne, Ucraina.

## Demografie
Componența lingvistică a localității Hriniv
     Ucraineană (98,34%)
     Română (1,1%)
     Alte limbi (0,55%)
Conform recensământului din 2001, majoritatea populației localității Hriniv era vorbitoare de ucraineană (98,34%), existând în minoritate și vorbitori de română (1,1%).